# Roland Simounet
Roland Simounet, né le 31 août 1927 à Guyotville (Algérie) et mort le 10 février 1996 dans le 15e arrondissement de Paris, est un architecte français. L’expérience qu’il a acquise dans de relogement des bidonvilles d’Algérie lui a permis de réussir, tout au long de sa carrière, à concilier architecture et urbanisme, modernité et tradition vernaculaire, ainsi que de construire partout des milliers de logements, souvent sociaux, et quelques équipements (écoles, musées) avec un humanisme déclaré et un sens certain du devenir social des villes contemporaines.
Il est lauréat du grand prix national de l'architecture en 1977, et du Prix de l’Équerre d’argent en 1985 pour le Musée Picasso à Paris.

## Biographie[3]

### Études
Roland Simounet, fils de Charles-Henri Simounet, exploitant agricole en Algérie, et de Mireille Esteve, est le descendant d’une famille établie en Algérie depuis deux générations du côté maternel et depuis le début de la colonisation de l’Algérie du côté paternel (cinq générations). À vingt ans, il fréquente l’École d’architecture d’Alger puis celle de Paris.
Dès 1951, il revient en Algérie et commence à construire. La même année, il est membre-étudiant du groupe CIAM-Alger animé par Pierre-André Émery (es), Jean de Maisonseul, Louis Miquel et Jean-Pierre Faure. Il mène une enquête sociale dans le plus grand bidonville urbain d’Alger. Il y découvre ce que l’enseignement ne lui apporte pas.

### Période algérienne
Ses premières réalisations l’occupent et le passionnent ; en 1952, il crée un bureau à Alger.
1953, il participe au IXe CIAM (Congrès international d’architecture moderne) à Aix-en-Provence, dont le thème est la «charte de l’habitat».
1954-55, il est conseiller technique pour l’habitat à l’Agence du plan de la Ville d’Alger. Parallèlement, il poursuit ses recherches sur la résorption des bidonvilles, le «plus grand nombre» et l’utilisation des terrains à forte pente. De nombreuses applications suivent jusqu’à la réalisation, en 1956-58, de la cité de transit de Djenan el-Hassan, synthèse de toutes ses recherches antérieures. Djenan el-Hasan le fait connaître à travers le monde. Après le séisme d’Orléansville, il y étudie, avec Louis Miquel, un centre culturel.
1955-1959, Maisonseul et Albert Camus participent à l’orientation de ce programme : le cercle des amis s’agrandit.
En 1958, il est désigné pour créer de toutes pièces la nouvelle agglomération de Timgad aux abords des célèbres vestiges de la ville romaine. L’Algérie est déchirée par la guerre ; il fonde avec quelques amis d’Albert Camus, le Comité pour la trêve civile en Algérie.
1960, il participe à la commission Habitat du plan de Constantine. Cette même année, il est appelé à Paris pour étudier un ensemble de 70 logements pour les «asociaux» (futur quart-monde) à Noisy-le-Grand.
1961, il rencontre Le Corbusier puis Jean Prouvé.
1962, il est en mission au Venezuela pour le plan directeur de Valencia et propose des solutions pour la résorption des barrios ; en Haute-Volta où il réalise, en terre stabilisée, deux monastères ; puis à Tananarive pour reconnaître le site de la future université.
1962-1963, il enseigne à l’École d’architecture d’Alger.

### Période parisienne
1963, il crée un bureau à Paris d’où il réalise la résidence universitaire de Madagascar à Tananarive en 1962-1970 ; 200 classes primaires et deux lycées au Sahara en 1963-1968 ; la résidence de l’ambassade de France à Alger, en 1964 ; de nombreux logements dans la région parisienne et en Alsace (ceux de Neuf-Brisach seront réalisés en 1968-1970).
1968, il étudie la «bibliothèque des Halles» sur le site du futur Centre Pompidou.
1969-1971, il réalise un ensemble de maisons en Corse qui, par leur simplicité et leur rigueur, le font redécouvrir en France et saluer dans le monde entier.
De 1970-1973, il anime les Ateliers de l’abbaye, à Paris, et organise plusieurs expositions d’art contemporain et des concerts. Il rencontre Alvar Drouin et Pierre Henri. 1970-1973, il convertit le palais abbatial de Saint-Germain-des-Prés en locaux universitaires.
Logements étagés en terrasses, École d’architecture de Grenoble, grande demeure près de Toulon, rénovation de l’îlot 1 de Saint-Denis Basilique, étude du musée d’Art islamique du Caire, logements dans la région parisienne (Évry-Courcouronnes et Cergy-Pontoise) et restructuration du carrefour Pleyel à Saint-Denis, alternent avec la réalisation du musée de Préhistoire d’Ile-de-France, à Nemours, en 1976-1980, du musée d’Art moderne du Nord à Villeneuve-d’Ascq, en 1979-1983, et du musée Picasso à Paris en 1976-1985.
Ces réalisations, en particulier le prestigieux musée Picasso, renforcent encore sa notoriété en France et dans le monde entier.
En 1984, il entreprend l’étude pour la restructuration du Carrefour Pleyel à Saint-Denis, qui se prolongera jusqu’en 1995. Les études qu’il mène pour une agglomération dans le Vaucluse (Golf Saint-Jean), le musée Rodin à Paris, le centre culturel de Belem à Lisbonne, un hôtel à Auvers-sur-Oise, l’École d’art d’Avignon, l’École des beaux-arts de la ville de Paris, alternent alors avec la réalisation d’un ensemble de logements en bordure du Parc André Citroën à Paris, de logements sociaux dans le quartier des Moulins-Gémeaux à Saint-Denis, et de l’École nationale supérieure de danse à Marseille. Importantes études architecturales pour l’aménagement des abords du Mont-Saint-Michel ; concours, à la demande du roi du Maroc, pour le centre des congrès d’Agadir ; étude pour le Fort Saint-Jean à Marseille ; immeubles de logements à Rennes ; logements sociaux au Carrefour Pleyel à Saint-Denis ; étude pour l’Ile des musées à Berlin et ensembles de logements à Paris et Nancy... ; on n’en finirait pas d’énumérer les travaux pour lesquels il s’investit totalement. Il faut citer enfin les réaménagements dans le musée Picasso à Paris, et l’immeuble de logements pour la Ville de Paris dans le XVe arrondissement, dont il n’aura pas pu suivre la réalisation.
Il est décédé à Paris le 10 février 1996 à l’âge de soixante-neuf ans.

### Notoriété et distinctions
Roland Simounet a aussi participé à de nombreuses expositions à travers le monde – dès 1957, à la XIe Triennale de Milan – et a donné des conférences à Paris, Le Caire, Rome, Lisbonne, Tunis, Haïti... Il a été membre de nombreux jurys, dont celui de l’Académie de France à Rome (1978-1979), et le Master Jury du prix Agha Khan d’architecture (1984). Il fut membre du conseil d’administration de la Fondation Le Corbusier, de l’Académie de France à Rome, de l’Académie française d’architecture et de l’Académie internationale d’architecture. Grand prix national d’architecture en 1977. Grande médaille d’honneur de l’Académie d’architecture pour l’ensemble de ses travaux en 1982. Équerre d’argent 1985 pour le musée Picasso.
- Commandeur de l'ordre des Arts et des Lettres
- Chevalier de la Légion d'honneur
- Officier de l'ordre national du Mérite

## Principales réalisations
- 1956-1958 : cité de transit Djenan el-Hassan à Alger
- 1978 : École d'architecture de Grenoble
- 1979 : Musée de Préhistoire d'Île-de-France à Nemours (labellisé Patrimoine du XXe siècle)
- 1983 : Musée d'art moderne de Villeneuve d'Ascq (aujourd'hui LaM) à Villeneuve-d'Ascq ; inscrit à l'Inventaire supplémentaire des Monuments historiques en 2000[4]
- 1985 : Aménagement du musée Picasso à Paris (prix de l'Équerre d'argent)
- 1990 : Îlot de logements à Saint-Denis (Seine-Saint-Denis) (à côté de la basilique)
- 1992[5] : École nationale de danse dans le 8e arrondissement de Marseille[6]